# Immeuble du 17 rue Caponière à Caen
L'immeuble du 17 rue Caponière est un édifice situé à Caen, dans le département français du Calvados, en France. Il date du XVIIe – XVIIIe siècle et est inscrit au titre des monuments historiques.

## Localisation
Le monument est situé au no 17 rue Caponière, à proximité immédiate du no 15 rue Caponière.

## Historique
Construite sur l'un des principaux axes de Bourg-l'Abbé (route de Bretagne), la maison est datée des XVIIe siècle-XVIIIe siècle.
La façade sur cour et la toiture sont inscrites au titre des monuments historiques depuis le 18 avril 1973.
Elle est appelée « cour de la Bergère ».

## Architecture
La maison est en pierre de Caen.Elle est typique des maisons caennaises avec une enfilade de cours. Elle a conservé une façade à pan  de bois, une sculpture en écusson représentant un oiseau sur une branche et une tour.